# نبی‌لر
نبی‌لر (ترکی آذربایجانی: Nəbilər) یک منطقهٔ مسکونی در جمهوری آرتساخ است که در استان شاهومیان واقع شده‌است.